# Barrage de Silvan
Le barrage de Silvan est un barrage prévu dans le projet d'Anatolie du Sud-est du gouvernement de la Turquie. Les travaux ont débuté en 2011 et le projet devrait être terminé en 2021.

## Sources
- (en) www.ecgd.gov.uk/eiar_s2.pdf